# Plaza Futura
Plaza Futura was een cultureel centrum aan de Leenderweg in Eindhoven. Het vertonen van film geclassificeerd als het filmhuisgenre en plaats bieden aan theatervoorstellingen vormden de kernwaarden en hoofdactiviteiten van dit culturele centrum.
Voorheen bood de locatie als nieuwbouw van 1955 tot 1985 ruimte aan een naar toenmalige Nederlandse begrippen grote bioscoop genaamd: Plaza. Zij was voorzien van 1 zaal met balkon. In oktober 2013 ging Plaza Futura op in het NatLab op het voormalige Philips-industrieterrein Strijp-S. Het oude gebouw aan de Leenderweg werd toen tijdelijk gesloten.
In 2015 werd het de naam Pand P gegeven; een samenwerking tussen Het Nieuwe Theater, Parktheater Eindhoven en jeugdtheatergezelschap Hetpaarddatvliegt. Het gebouw wordt nog steeds gebruikt als theater. Ook bezit het pand een restaurant en bar.
De theaterzaal heeft een vlakke vloer en een capaciteit van 109 plaatsen.